# Ilhas Salomão nos Jogos Olímpicos de Verão de 1984
As Ilhas Salomão competiram nos Jogos Olímpicos pela primeira vez nos Jogos Olímpicos de Verão de 1984 eem Los Angeles, Estados Unidos.